# Сан-Маркуш-да-Атабуэйра
Сан-Маркуш-да-Атабуэйра (порт.  São Marcos da Ataboeira) - фрегезия (район) в муниципалитете Каштру-Верди округа Бежа в Португалии. Территория – 103,39 км². Население – 373 жителей. Плотность населения – 3,6 чел/км².